# Chandelier de Paracas
 (mai 2019).
Si vous disposez d'ouvrages ou d'articles de référence ou si vous connaissez des sites web de qualité traitant du thème abordé ici, merci de compléter l'article en donnant les références utiles à sa vérifiabilité et en les liant à la section « Notes et références ».
Le Chandelier de Paracas (en espagnol : el Candelabro de Paracas) est un géoglyphe creusé dans le sable d'une dune. Il est situé sur la péninsule de Paracas au Pérou.

## Description
Le géoglyphe est situé à flanc de colline, à 150 m de la côte nord de la péninsule de Paracas, une péninsule désertique de la région d'Ica, dans le sud du Pérou à près de 200 km de la capitale Lima. Du fait de sa position, il est inclus dans la réserve nationale de Paracas.
Le monument prend la forme d'une sorte de candélabre bourgeonnant, d'environ 180 m de long pour une largeur de 70 m, quasiment orienté nord-sud. Il est constitué d'une tige centrale et de deux tiges latérales, plus petites ; de chacune de ces tiges partent d'autres branches. Il a été réalisé en creusant des tranchées dans le sol sablonneux sur 50 cm de profondeur et en plaçant des pierres sur son pourtour. La colline sur laquelle il est situé est sableuse, mais sa proximité de la mer dans une région venteuse a permis de constituer une couche cristalline qui en a conservé les formes.
Aucune route ne conduit au Chandelier et le site le plus proche, le terminal portuaire General San Martín (es), est distant de près de 2 km à l'est. Paracas (en) est située de l'autre côté de la baie, à plus de 7 km ; Pisco, la capitale de la province, est distante d'une dizaine de kilomètres.
Au sud de la péninsule, près de la Playa Roja se trouve un autre géoglyphe constitué d'un alignement de creux 13° 53′ 29,93″ S, 76° 18′ 12,21″ O
.

## Histoire
L'époque de construction du Chandelier n'est pas connue. Des poteries ont été trouvées à proximité et datées d'environ 200 av. J.-C. On présume que ces poteries ont appartenu aux Paracas, une civilisation précolombienne ayant occupé la péninsule au Ier millénaire av. J.-C., mais on ignore s'ils furent impliqués dans la création du géoglyphe. Bien que l'on soit tenté de rapprocher ce géoglyphe de ceux de Nazca, ceux-ci sont distants de 200 km et rien ne permet de les lier.
Le site a été étudié pendant six mois dans les années 1950 par l'archéologue allemande Maria Reiche.
Il a été affecté de façon transitoire par des pluies inhabituelles en mars 2019.

## Interprétations
Les auteurs du géoglyphe, leur époque et leurs motifs sont inconnus. Plusieurs hypothèses, plus ou moins sérieuses, ont été avancées.
Selon l'une de ces hypothèses, le géoglyphe serait la représentation d'un trident ou du bâton de Viracocha, dieu de la mythologie inca et pré-inca. D'autres y voient une stramoine, une plante hallucinogène. Pour d'autres encore, il s'agirait du motif de l'arbre-monde mésoaméricain (en).
Étant dessiné en haut de la pente, le navigateur venant du nord ou du nord-ouest peut apercevoir le monument par temps clair à une vingtaine de kilomètres (on peut le voir lors des balades en bateaux organisées aux îles Ballestas). Une hypothèse populaire en fait donc un amer creusé à l'époque des pirates, voire par le général José de San Martín lui-même.
D'autres hypothèses suggèrent qu'il s'agit d'un symbole franc-maçon, d'un symbole archéoastronomique orienté vers la Croix du Sud ou même d'un signe destiné à d'hypothétiques extra-terrestres.